# 熊正瑗
熊 正瑗（ゆう せいえん、1880年 – 1940年5月1日）は中華民国の実業家・官僚・政治家。別号は慕蘧。

## 事績
北京政府成立後の1913年（民国2年）11月16日、江西審計分処処長に任命される。1917年（民国6年）8月8日から12月11日まで塩務署秘書をつとめた。
1918年（民国7年）8月、安福国会において江西省から衆議院議員として選出された。会派は王家襄・梁啓超らの憲法研究会に属していた。1922年（民国11年）の第二次回復国会では、江西省選出の参議院議員となっている。
王克敏らによる中華民国臨時政府創設に熊正瑗も参加し、1938年（民国28年）1月1日、行政部財政局副局長（局長：汪時璟）に任命された。3月25日、汪が中国聯合準備銀行総裁に専念するため財政局長の兼職を解除すると、熊が後任の局長に任命されている。
9月18日、臨時政府の行政改革により行政部が廃止され、財政部が新設されて汪時璟が部長を兼任する。同月28日、熊正瑗は財政部次長に任命された。臨時政府時代には、熊は華北鹽業股份有限公司副社長にも就任している。
1940年（民国29年）3月30日、南京国民政府（汪兆銘政権）に臨時政府が合流し、華北政務委員会に改組される。この時、臨時政府財政部も財政総署に改組され、汪時璟が督弁（臨時政府の部総長に相当）となった。しかし熊正瑗は参加せず、華北鹽業副社長のみに留まる。
同年5月1日、熊正瑗は北京で死去した。享年61。

## 注
1. 1 2 3  「華北鹽業副社長熊氏逝去」『同盟旬報』4巻13号通号104号、昭和15年5月上旬号（5月20日発行）、17頁。
2. ↑  訃報に「享年六十一」とあることから、数え年換算した。
3. 1 2 3  印鋳局官書課編『職員録 中華民国八年三期 一』印鋳局発行所、衆議院三。
4. ↑  劉ほか編(1995)、1445頁。
5. ↑  中華民国政府官職資料庫「姓名：熊正瑗」
6. ↑  劉ほか編(1995)、174頁。
7. ↑  原田(1925)、附録「中国政党系統表」。
8. ↑  佐藤(1940)、209-210頁。
9. ↑  劉ほか編(1995)、152頁。
10. ↑  臨時政府令、民国27年1月1日（『政府公報』第1号、民国27年1月17日、臨時政府行政委員会公報処、15頁）。
11. ↑  臨時政府令、令字第157号、民国27年3月25日（『政府公報』第10号、民国27年3月28日、臨時政府行政委員会公報処、4頁）。
12. ↑  臨時政府令、令字第271号、民国27年9月28日（『政府公報』第37号、民国27年10月3日、臨時政府行政委員会公報処、3-4頁）。
13. ↑  大阪毎日新聞社編『日本都市大観 昭和十五年版』、765頁。
14. ↑  訃報における呉の肩書は、「前臨時政府財政部次長」と「現華北鹽業副社長」となっている。
15. ↑  財政総署署長代理（臨時政府の部次長に相当）には、同年5月4日に呉錫永が就いた。なお、華北政務委員会が成立していた3月30日時点で、呉がすでに事務をとっていた可能性が高い。